# Distoleon masi
Distoleon masi is een insect uit de familie van de mierenleeuwen (Myrmeleontidae), die tot de orde netvleugeligen (Neuroptera) behoort. 
Distoleon masi is voor het eerst wetenschappelijk beschreven door Navás in 1918.